# 李毅 (1919年)
李毅（1919年10月—2009年9月16日），男，四川安岳人，中华人民共和国政治人物，九三学社中央委员会原副秘书长、常务委员，第四、五届全国政协委员，第六、七届全国政协常委。